# Суан
Суан (исп. Suan) — город и муниципалитет на севере Колумбии, на территории департамента Атлантико.

## История
Поселение, из которого позднее вырос город, было основано 27 июня 1827 года. Муниципалитет Суан был выделен в отдельную административную единицу в 1905 году.

## Географическое положение

Муниципалитет Суан

Город расположен в южной части департамента, в пределах Прикарибской низменности, на левом берегу реки Магдалена, на расстоянии приблизительно 65 километров к юго-юго-западу (SSW) от города Барранкилья, административного центра департамента. Абсолютная высота — 5 метров над уровнем моря.
Муниципалитет Суан граничит на севере с территорией муниципалитета Кампо-де-ла-Крус, на северо-западе — с муниципалитетом Санта-Лусия, на юго-западе — с территорией департамента Боливар, на востоке — с территорией департамента Магдалена. Площадь муниципалитета составляет 42 км².

## Население
По данным Национального административного департамента статистики Колумбии, совокупная численность населения города и муниципалитета в 2015 году составляла 8752 человека.
Динамика численности населения муниципалитета по годам:
| 2005 | 2006 | 2007 | 2008 | 2009 | 2010 | 2011 | 2012 | 2013 | 2014 | 2015 |
| ---- | ---- | ---- | ---- | ---- | ---- | ---- | ---- | ---- | ---- | ---- |
| 9702 | 9610 | 9517 | 9428 | 9333 | 9240 | 9148 | 9057 | 8954 | 8858 | 8752 |

Согласно данным переписи 2005 года мужчины составляли 51,1 % от населения Суана, женщины — соответственно 48,9 %. В расовом отношении негры, мулаты и райсальцы составляли 62,6 % от населения города; белые и метисы — 37,4 %.
Уровень грамотности среди всего населения составлял 85,3 %.

## Экономика
Основу экономики Суана составляет сельское хозяйство.

48,8 % от общего числа городских и муниципальных предприятий составляют предприятия торговой сферы, 32 % — предприятия сферы обслуживания, 19,2 % — промышленные предприятия.

## Транспорт
Через город проходит национальное шоссе № 25 (исп. Ruta Nacional 25).